# 卡蒂娅·齐尼
卡蒂娅·齐尼（義大利語：Katia Zini，1981年6月23日—），意大利女子短道速度滑冰运动员。她曾代表意大利参加2006年和2010年冬季奥林匹克运动会短道速度滑冰比赛，获得一枚铜牌。